# Пілесево
Піле́сево (рос. Пилесево, ерз. Пилезеле) — село у складі Атяшевського району Мордовії, Росія. Входить до складу Козловського сільського поселення.

## Населення
Населення — 209 осіб (2010; 259 у 2002).
Національний склад (станом на 2002 рік):
- ерзяни — 90 %